# 白露渡站
白露渡站位于江西省抚州市崇仁县白路乡，是原向乐线上的一座被撤销的车站，撤销前由南昌铁路局管辖。

## 历史
1961年8月向乐线开始建设:53。
1964年11月抚州北以南开始铺轨；1965年10月16日到26日南昌铁路局进行验收，11月全线办理临时运营，12月8日到24日办理交接，1966年1月1日正式交付运营:53。
1995年为向乐线上的四、五等站，由上海铁路局南昌铁路分局管辖:100。
2003年为向乐线上的客运四等站，由南昌铁路局管辖，离向塘西78公里，距江边村44公里:382。
2004年，向乐线上无此站，本站被撤销:77。
根据2013年网友发帖本站应该降为旅客乘降所，因此向乐线停止客运业务后本站相当于撤销。